# 횡성 신대리 삼층석탑
횡성 신대리 삼층석탑(橫城 新垈里 三層石塔)은 대한민국 강원특별자치도 횡성군 청일면, 봉복사 절입구의 산기슭 밭 가운데에 자리하고 있는 고려시대의 삼층석탑이다. 1979년 5월 30일 강원특별자치도의 유형문화재 제60호로 지정되었다.

## 개요
봉복사 절입구의 산기슭 밭 가운데에 자리하고 있는 탑이다. 이웃 주민들에 의하면 원래 이 터가 봉복사의 자리였다고 전해들었다 하는데, 이로 보아 이 밭 일대가 고려시대의 옛 절터였던 것으로 보인다.
탑은 전체의 무게를 받치는 기단(基壇)을 2층으로 쌓고, 그 위로 3층의 탑신(塔身)을 올려놓은 구조이다. 아래층 기단의 네 면에는 가운데와 모서리에 기둥모양을 새기고, 위층 기단은 모서리에만 기둥모양을 조각해 놓았는데, 탑신부의 각층 몸돌 역시 그러하다. 지붕돌은 모두 밑면에 5단씩의 받침을 두었고, 경사가 완만한 낙수면은 얇고 평평하며, 네 귀퉁이에서의 치켜올림도 거의 없다. 꼭대기에는 머리장식을 받치던 큼직한 받침돌만이 남아 있다.
기단부분과 지붕돌의 모습들로 보아 이 탑은 고려시대의 작품으로 추측된다.

## 같이 보기
- 삼층석탑

## 참고 자료
- 횡성신대리삼층석탑 - 국가유산청 국가유산포털